# Helmuth Naudé
Helmuth Naudé (* 30. November 1904 in Danzig; † 3. Februar 1943 in Woronesch, Sowjetunion) war ein deutscher Moderner Fünfkämpfer.

## Karriere
Helmuth Naudé nahm als einer von drei deutschen Athleten im Modernen Fünfkampf bei den Olympischen Sommerspielen 1932 in Los Angeles teil und belegte den 17. Platz. Während des Zweiten Weltkriegs diente er als Offizier in der Wehrmacht und starb an der Ostfront in Woronesch.